# Ендоскелет
Ендоскелет (від дав.-гр. ένδω — «внутрішній» і σκελετος — «скелет») — механізм, що забезпечує опору, рух, форму тіла за рахунок внутрішнього каркаса.
Приклад ендоскелета — кісткова система тварин та людини.

## Опис
Ендоскелет наявний у деяких найпростійших (кремнієві структури головоногих молюсків (внутрішні черепашки), хребетних (кісткова і хрящова тканини). Ендоскелет може неперервно рости разом з усім тілом.